# Asmedia
Asmedia is een kevergeslacht uit de familie van de boktorren (Cerambycidae). De wetenschappelijke naam van het geslacht werd voor het eerst geldig gepubliceerd in 1866 door Pascoe.

## Soorten
Asmedia omvat de volgende soorten:
- Asmedia flavofasciata Abang & Vives, 2004
- Asmedia mimetes Pascoe, 1866
- Asmedia mimica Podaný, 1968
- Asmedia nigricornis Hayashi, 1994